# Dan Kinsey
Daniel Chapin Kinsey, född 22 januari 1902 i Saint Louis, död 27 juni 1970 i Richmond, Indiana, var en amerikansk friidrottare.
Kinsey blev olympisk mästare på 110 meter häck vid olympiska sommarspelen 1924 i Paris.